# Dueñas (Iloilo)
Dueñas é um município de  terceira classe de renda municipal (d) na província Iloilo, nas Filipinas. De acordo com o censo de 1 de maio  de  2020 possui uma população de 34 597 pessoas e 8 835 domicílios.